# Leucania nefasta
Leucania nefasta là một loài bướm đêm trong họ Noctuidae.